# Festmarch til Universitetets Jubelfest
Festmarch til Universitetets Jubelfest is een compositie van Niels Gade. Het werk is geschreven ter gelegenheid van het 400-jarig bestaan van de Universiteit van Kopenhagen in 1879. Gades schoonvader Johan Peter Emilius Hartmann schreef ter gelegenheid van diezelfde festiviteiten zijn Kantate ved Universitetets Jubelfest opus 75 op tekst van Carl Ploug, een veel grootser werk. De festiviteiten vonden plaats op 4 juni 1879. 
Beide werken zijn inmiddels vergeten.